# Australodocus bohetii
 Australodocus bohetii ("columna del sur de Boheti bin Amrani") es la única especie conocida del género extinto Australodocus de dinosaurio saurópodo titanosauriano, que vivió a finales del período Jurásico, hace aproximadamente 147 millones de años, durante el Titoniense, en lo que hoy es África.

## Descripción
Australodocus poseía un cuello más corto que otros saurópodos debido a que las vértebras eran más cortas que la de sus contrapartes además estas poseían una espina neural bifurcada. Llegaría a medir 25,00 metros de largo y 7,00 de alto y un peso estimado de 12 toneladas.

## Descubrimiento e investigación
Los restos del australodoco fueron encontrados en la Formación Tendaguru, en Tanzania, en 1909 por una expedición alemana dirigida por Werner Janensch. Australodocus en sí se basa en dos vértebras del cuello, que son menos alargadas que las de los diplodócidos y difieren en otros detalles anatómicos. Estas vértebras fueron originalmente parte de una serie de cuatro vértebras recogida en la expedición de 1909 dirigida por Werner Janensch, al igual que otros fósiles recogidos por las expediciones alemanas a África. Desafortunadamente las piezas, originalmente una serie de cuatro vértebras cervicales, sufrieron los bombardeos de la Segunda Guerra Mundial, con lo que solo sobrevivieron dos de las piezas originales, el espécimen holotipo HMN MB.R.2455 [G 70]. En el 2007 su descripción pasó a enriquecer la fauna de saurópodos de la Formación Tendaguru, junto con el diplodócido Tornieria, el braquiosáurido Giraffatitan,también conocido como Brachiosaurus brancai, el titanosauriforme Janenschia y el Tendaguria de difícil clasificación. 
El nombre de género hace referencia a que inicialmente se interpretó como un pariente cercano del diplodoco de Norteamérica, mientras que su nombre de especie es en honor a Boheti bin Amrani, supervisor en jefe de las primeras expediciones a Tanzania y un colaborador inestimable para los paleontólogos alemanes de principios del siglo XX.

## Clasificación
Australodocus fue originalmente descrito como un diplodócido, debido al hecho de que tenía espinas neurales dobles (bifurcadas) en algunas de sus vértebras, una característica normalmente asociada con los saurópodos diplodocoideos. Sin embargo, varios estudios posteriores hechos por John Whitlock et al. han mostrado que Australodocus es realmente un miembro del clado de saurópodos Titanosauriformes, posiblemente relacionado con Brachiosaurus. La presencia de un alto número de saurópodos macronarianos en la zona de Tendaguru comparada a la de numeroso diplodócidos en la formación de Morrison puede deberse a las diferencias reconocidas en el ambiente, ya que Tendaguru estaba dominado por bosques de coníferas, mientras que en Morrison se extendían planicies abiertas con una flora arbustiva baja. En 2015, un estudio realizado por Emanuel Tschopp et al. recuperó a Australodocus como un diplodócido, estrechamente relacionado con Supersaurus y Dinheirosaurus.